# آرنالدو نینچی
آرنالدو نینچی (ایتالیایی: Arnaldo Ninchi؛ ‏ ۱۷ دسامبر ۱۹۳۵ – ۶ مهٔ ۲۰۱۳) بازیگر اهل ایتالیا بود.
از فیلم‌هایی که وی در آن نقش داشته‌است، می‌توان به زن شهرستانی، میرکا، ریمینی ریمینی و جووانی فالکونه اشاره کرد.